# Crispin Blunt

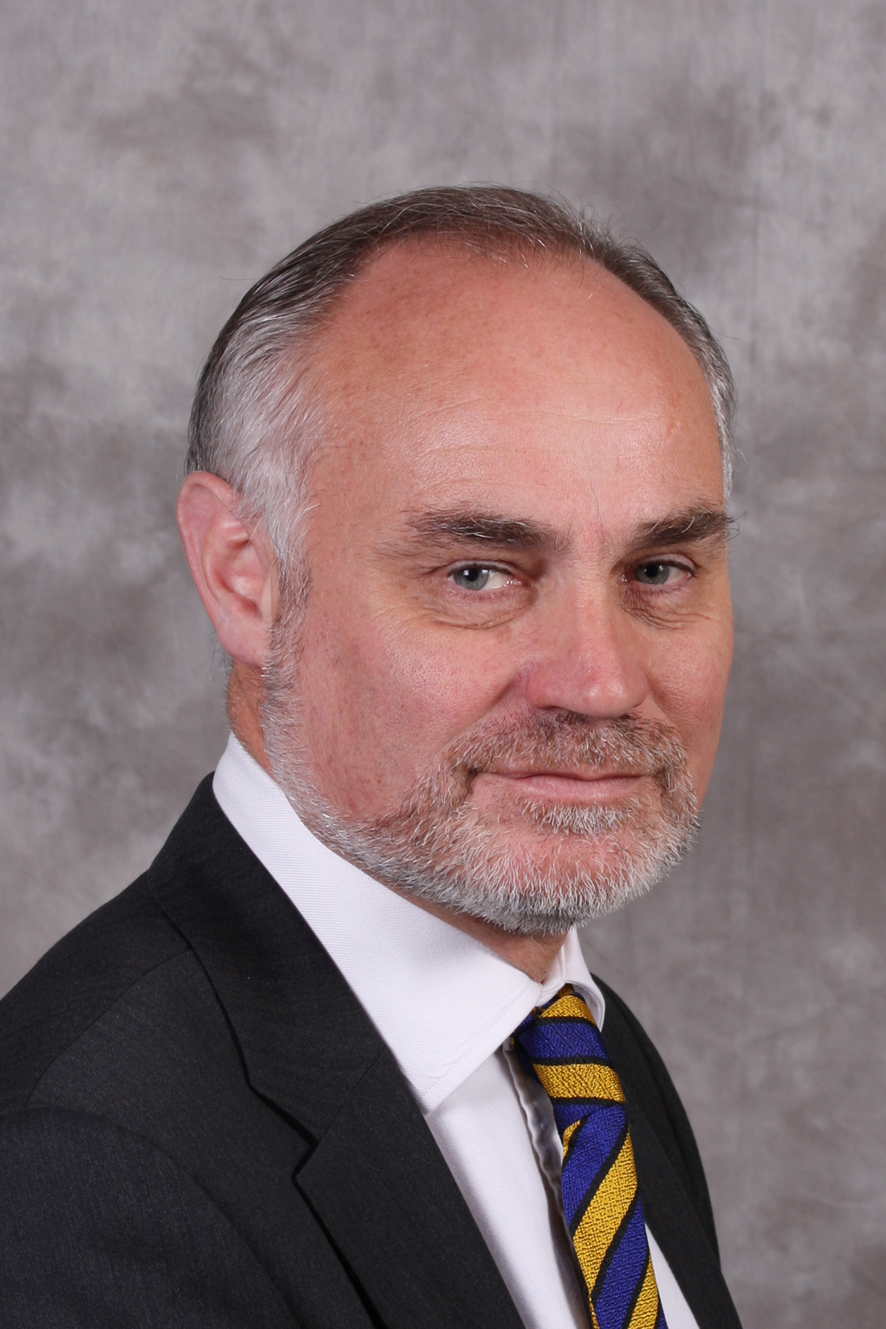
Crispin Blunt

Crispin Jeremy Rupert Blunt (* 15. Juli 1960 in Deutschland) ist ein britischer Politiker.

## Leben
Seine Eltern waren der britische Major General Peter Blunt und Adrienne Blunt. Blunt wuchs mit zwei Geschwistern auf. Blunt studierte an der Royal Military Academy Sandhurst und an der Durham University Politikwissenschaften sowie Wirtschaftswissenschaften an der Cranfield University School of Management. Von 1979 bis 1990 war er als Offizier der British Army tätig, zuletzt im Rang eines Captain. Vom 6. Mai 2010 bis 4. September 2012 war Blunt Unterstaatssekretär im Ministerium für Gefängnisse und Jugendstrafrecht.
Blunt ist seit 1. Mai 1997 Abgeordneter im House of Commons. Von 1990 bis 2010 war Blunt mit Victoria Jenkins verheiratet und hat mit ihr zwei Kinder. Das Ehepaar ließ sich 2010 scheiden. Seine Nichte ist die britische Schauspielerin Emily Blunt.

## Verlust der Parteizugehörigkeit
Im Oktober 2023 wurde Blunt unter dem Verdacht der Vergewaltigung und Drogenbesitz verhaftet, und später auf Kaution freigelassen. Die Conservative Party löschte seine Parteizugehörigkeit, er behält aber seinen Sitz im Parlament.